# Terror in a Texas Town
Terror in a Texas Town (bra Reinado do Terror) é um filme estadunidense de 1958 do gênero western, dirigido por Joseph H. Lewis. O roteiro é de Dalton Trumbo que, por estar na Lista Negra de Hollywood, utilizou-se na época do lançamento do pseudônimo Ben Perry.

## Elenco principal
- Sterling Hayden...George Hansen
- Sebastian Cabot...Ed McNeil
- Sheb Wooley...Baxter
- Carol Kelly...Molly
- Eugene Mazzola...Pepe Mirada (nos créditos, Eugene Martin)
- Nedrick Young ... Johnny Crale (nos créditos, Ned Young)
- Victor Millan ...Jose Mirada
- Frank Ferguson...Matt Holmes
- Marilee Earle...Mona Stacey
- Tyler McVey...Xerife (não creditado)
- Ted Stanhope...Sven Hansen (não creditado)

## Sinopse
Sven Hansen é um velho marinheiro arpoador imigrante sueco que, com a ajuda do dinheiro que lhe envia seu filho, George, que tem a mesma profissão, constrói um rancho numa área rural do Texas. O inescrupuloso dono de saloon Ed McNeil descobre que há petróleo nas terras daquela região e imediatamente começa a forçar os fazendeiros a deixá-las, pagando-lhes preços irrisórios e controlando o xerife corrupto. Para aqueles que não se deixam expulsar, McNeil contrata os serviços do pistoleiro sanguinário Johnny Crale, que mata todos que resistem à expulsão. Uma de suas vítimas é justamente o velho Hansen, que tentava se defender do pistoleiro usando seu velho arpão baleeiro quando foi morto friamente. A família do vizinho mexicano José Mirada testemunha o assassinato mas nada faz. Quando George chega para se encontrar com o pai, escondem dele a identidade do assassino e as circunstâncias do crime. Mas George aos poucos descobre o que aconteceu e irá para a desforra, usando como arma o mesmo arpão de seu falecido pai.